# Kongegrave
Kongegrave er en dansk dokumentarfilm fra 1942 med instruktion og manuskript af Gunnar Robert Hansen.

## Handling
De danske kongers gravsteder fra runestenene til Bertel Thorvaldsens berømte mindesmærker.